# Seznam faraonov
Seznam faraonov vsebuje vladarje Starega Egipta od zgodnjega dinastičnega obdobja pred letom 3100 pr. n. št. do konca Ptolemajske dinastije leta 30 pr. n. št., ko je pod rimskim cesarjem Avgustom  Egipt postal rimska provinca. 
Datumi in trajanja vladavin v preglednici so približni. Seznam je zasnovan na dogovorjeni kronologiji Starega Egipta, ki temelji večinoma na bazi podatkov Digital Egypt for Universities, ki jo je razvil Petriejev muzej egipčanske arheologije. Datumi iz drugih virov so ustrezno označeni.
Naziv  faraon  se uporablja tudi za monarhe od Prve dinastije (okoli 3150 pr. n. št.)  dalje, čeprav se je kot tak začel uporabljati šele okoli 1200 pr. n. št. Vladarji zgodnejših dinastij so se naslavljali povsem drugače, na primer »gospodar (ali vladar) Gornjega in Spodnjega Egipta«.

## Arhaično obdobje
Arhaično obdobje vsebuje zgodnje dinastije, ko sta bila Spodnji Egipt in Gornji Egipt ločeni kraljestvi, ter Prvo in Drugo dinastijo.

### Zgodnje dinastije: Spodnji Egipt
Spodnji Egipt je geografsko obsegal severni tok Nila in Nilovo delto. Seznam faraonov je morda nepopoln. 
| Slika | Ime                | Komentar                             | Vladanje                                     |
| ----- | ------------------ | ------------------------------------ | -------------------------------------------- |
|       | Hsekiu / Seka      | Znan samo s Kamna iz Palerma         |                                              |
|       | Haju               | Znan samo s Kamna iz Palerma         |                                              |
|       | Tiju / Tejev       | Znan samo s Kamna iz Palerma         |                                              |
|       | Teš / Tješ         | Znan samo s Kamna iz Palerma         |                                              |
|       | Neheb              | Znan samo s Kamna iz Palerma         |                                              |
|       | Vazner             | Znan samo s Kamna iz Palerma         | Okoli 3050 pr. n. št.                        |
|       | Mek                | Znan samo s Kamna iz Palerma         |                                              |
|       | (uničeno)          | Znan samo s Kamna iz Palerma         |                                              |
|       | Dju / Dvojni sokol | Vladal morda tudi v Zgornjem Egiptu. | 32. stoletje pr. n. št. (kultura Nakada III) |

### Zgodnje dinastije: Gornji Egipt
Gornji Egipt je obsegal ozek pas ozemlja na obeh bregovih Nila med Nubijo na jugu in Spodnjim Egiptom na severu. Seznam vladarjev je verjetno nepopoln in vsebuje nekaj nezanesljivih podatkov.
| Slika | Ime           | Komentar                                                                           | Vladanje                       |
| ----- | ------------- | ---------------------------------------------------------------------------------- | ------------------------------ |
|       | Slon          |                                                                                    | Konec 4. tisočletja pr. n. št. |
|       | Bik           |                                                                                    | 4. tisočletje pr. n. št.       |
|       | Škorpijon I.  | Najstarejša grobnica v Umm el-Qa'abu je imela insignije škorpijona.                | Okoli 3200 pr. n. št. (?)      |
|       | Iri-Hor       | Morda neposredni predhodnik Kaja.                                                  | Okoli 3150 pr. n. št. (?)      |
|       | Ka            | Ime se verjetno bere Sekhen in ne Ka. Morda je bil neposredni predhodnik Narmerja. | Okoli 3100 pr. n. št.          |
|       | Škorpijon II. | Ime se morda bere Serket in je mora ista oseba kot Narmer.                         | Okoli 3150 pr. n. št.          |

### Prva dinastija
Prva egipčanska dinastija je vladala od okoli 3150 pr. n. št. do okoli 2900 pr. n. št.
| Slika | Ime      | Komentar | Vladanje                 |
| ----- | -------- | --- | ------------------------ |
|       | Narmer   | Vladar, ki je združil Gornji in Spodnji Egipt. | Okoli 3150 pr. n. št.    |
|       | Aha      | Grška oblika: Athotís. | Okoli 3050 pr. n. št.    |
|       | Djer     | Grška oblika: Uenéphes (po njegovem zlatem imenu In-nebw). Njegovo ime in titular sta zapisana na Kamnu iz Palerma. Za njegovo grobnico so kasneje verjeli, da je legendarna Ozirisova grobnica. | 54 let                   |
|       | Djet     | Grška oblika: Usapháis. | 10 let                   |
| -     | Merneit  | Vladarica. Regentka za svojega sina in naslednika Dena. Verjetno Djerova hčerka in glavna Djetova žena.                                                                                          | Od okoli 2970 pr. n. št. |
|       | Den      | Grška oblika: Kénkenes (po ramzeškem črkovanju njegovega rojstnega imena Qenqen.). Prvi faraon upodobljen z dvojno krono Egipta in prvi faraon s celim imenom niswt bity.                        | 42 let                   |
|       | Adžib    | Grška oblika: Miebîdós. znan po svojem nesrečo prinašajočem nebwy imenu. | 10 let                   |
|       | Semerket | Grška oblika: Semempsés. Prvi egipčanski vladar s popolnoma razvitim nebty imenom. Cela njegova vladavina je ohranjena na Kamnu iz Kaira.                                                        | 8½ let                   |
|       | Kaa      | Grška oblika: Bienéches. Vladal zelo dolgo. Njegova grobnica je zadnja s stranskimi grobnicami.                                                                                                  | 34 let                   |
|       | Sneferka | Vladal zeko kratko. Točen kronološki položaj njegove vladavine ni znan. | Okoli 2900 pr. n. št.    |
|       | Hor Ptič | Vladal zelo kratko. Točen kronološki položaj njegove vladavine ni znan. | Okoli 2900 pr. n. št.    |

### Druga dinastija
Druga egipčanska dinastija je vladala od 2900 pr. n. št. do 2686 pr. n. št.
| Slika | Ime          | Komentar | Vladanje  |
| ----- | ------------ | --- | --------- |
|       | Hotepsekemvi | Maneton ga imenuje Boëthos in pravi, da je med njegovo vladavino v močnem potresu umrlo veliko ljudi.                                                                                        | 15 let    |
|       | Nebra        | Grška oblika: Kaíechós, po ramzeškem kartušnem imenu Kakaw. Prvi vladar, ki je v svojem kraljevskem imenu uporabljal sončni disk. Nebra bi lahko bil ista oseba kot Veneg.                   | 14 let    |
|       | Ninečer      | Grška oblika: Binóthris. Ninečer je morda razdelil Egipt med svoje naslednike in baje dovolil ženskam, da so vladale kot faraoni.                                                            | 43–45 let |
|       | Veneg        | Grška oblika: Ougotlas/Tlás. Lahko bi bil samostojen vladar ali istoveten s Set-Peribsenom, Sekemib-Perenmatom ali Ranebom.                                                                  |           |
|       | Sened        | Grška oblika: Sethenes. Morda ista oseba kot Set-Peribsen, kar je zelo sporno. |           |
|       | Peribsen     | Nad njegovim serekom je Set in ne Hor. Promoviral je kult sonca in zmanjšal moč uradnikov, nomarhov in palatinov. Nekateri znanstveniki so prepričani, da je vladal nad razdeljenim Egiptom. |           |
|       | Sekemib      | Lahko bi bil ista oseba kot Set-Peribsen. |           |
|       | Neferkare I. | Grška oblika: Néphercherés. Znan samo z ramzeškega seznama faraonov. Arheološko ni dokazan.                                                                                                  |           |
|       | Neferkasokar | Grška oblika: Sesóchris. Znan samo z ramzeškega seznama faraonov. Arheološko ni dokazan. Legende iz Starega kraljestva pravijo, da je rešil Egipt pred dolgotrajno sušo.                     |           |
|       | Hudžefa I.   | Znan samo z ramzeškega seznama faraonov. Njegovo pravo ime se je že do takrat izgubilo. |           |
|       | Kasekemvi    | Grška oblika: Chenerés. Vladar je po obdobju težav morda ponovno združil Egipt. Njegov serekh je izjemen, ker sta na njem tako Hor kot Set.                                                  |           |

V Drugo dinastijo spadata tudi faraona Nubnefer, katerega kronološka umestitev ni jasna, in morda Sa, ki bi lahko spadal tudi v Tretjo dinastijo.

## Staro kraljestvo
Staro kraljestvo je obdobje tretjega tisočletja pr. n. št., ko je Egipt dosegel prvi vrhunec v raznolikosti civilizacije in dosežkih (prvo od tako imenovanih Kraljstev, ki označujejo vrhunce civilizacije ob Nilu). Vključuje obdobje od tretje do šeste dinastije (2630 pr. n. št. – 2151 pr. n. št.). Mnogo egiptologov zraven šteje še memfiški sedmo in osmo dinastijo kot nadaljevanje vladavine, centralizirane v Memfisu. Staremu kraljestvu je sledilo obdobje neenotnosti in relativni kulturni zaton, znan kot Prvo vmesno obdobje.
Prestolnica Egipta v času Starega kraljestva je bila v Memfisu, kjer je Djoser postavil svoj dvor. Staro kraljestvo je najbolj poznano po množici piramid, ki so bile postavljene v tem času kot grobnice faraonov. Zato se Staro kraljestvo včasih označuje kot »doba piramid«.

### Tretja dinastija
Tretja egipčanska dinastija je vladala od 2686 pr. n. št. do 2613 pr. n. št.
| Slika | Ime      | Komentar | Vladanje                                 |
| ----- | -------- | --- | ---------------------------------------- |
|       | Džoser   | Grška oblika: Tosórthros. Naročil gradnjo prve piramide, za katero je načrte naredil njegov glavni arhitekt in pisar Imhotep. | 19 ali 28 let okoli leta 2670 pr. n. št. |
|       | Sekemket | Grška oblika: Tyréis, po Sekemketovem ramzeškem kartušnem imenu Teti. V nekropoli njegove nedokončane stopničaste piramide so odkrili posmrtne ostanke dve leti starega otroka. | 2649–2643 pr. n. št.                     |
|       | Sanakt   | Grška oblika: Necheróphes. Lahko bi bil istoveten z Nebko, čeprav se številni znanstveniki s tem ne strinjajo. | okoli 2650 pr. n. št.                    |
|       | Kaba     | Morda je zgradil nedokončano stopničasto piramido in bil istoveten s Hunijem. | 2643–2637 pr. n. št.                     |
|       | Huni     | Grška oblika: Áches. Lahko bi bil istoveten s Kahedžetom ali Kabo. Zgradil je nedokončano stopničasto piramido in več kultnih piramid po celem Egiptu. Za Hunija je dolgo časa veljalo, da je naročil gradnjo piramide v Meidumu. Grafiti iz Novega kraljestva so to domnevo ovrgli in gradnjo pripisali faraonu Sneferuju. | 2637–2613 pr. n. št.                     |

### Četrta dinastija
V Četrti dinastiji, ki je vladala od 2613 pr. n. št. do 2498 pr. n. št., so bili faraoni, ki so zgradili velike piramide, Kufu (Keops), Kafre (Kefren) in Menkaure (Mikerin).
| Slika | Ime        | Komentar | Vladanje             |
| ----- | ---------- | --- | -------------------- |
|       | Sneferu    | Grška oblika: Sóris. Vladal je 48 let, zato je imel dovolj časa, da je zgradil Meidumsko, Zlomljeno in Rdečo piramido. Nekateri znanstveniki so prepričani, da je pokopan v Rdeči piramidi. Dolgo časa je vladalo prepričanje, da Meidumska piramida ni njegovo, ampak Hunijevo delo. Staroegipčanski dokumenti ga opisujejo kot pobožnega, velikodušnega in dostopnega vladarja.           | 2613–2589 pr. n. št. |
|       | Kufu       | Grška oblika: Keops ali Sufis. Zgradil je Veliko piramido v Gizi. Starogrški avtorji so ga opisali kot krutega tirana, staroegipčanski pa kot pobožnega in velikodušnega vladarja. Keops je glavna osebnost slavnega Westcarskega papirusa. Prvi tiskani papirusi izvirajo iz njegovega obdobja, zato so bili starogrški avtorji prepričani, da je pisal knjige, da bi se prikupil bogovom. | 2589–2566 pr. n. št. |
|       | Džedefre   | Grška oblika: Rátoises. Nekateri znanstveniki so prepričani, da je zgradil Veliko sfingo v Gizi kot spomenik svojemu pokojnemu očetu. Zgradil je tudi piramido v Abu Rawashu. Piramido so razdejali Rimljani, ki so potrebovali gradivo za svoje zgradbe. | 2566–2558 pr. n. št. |
|       | Kafre      | Grška oblika: Kéfren ali Sufis II. Njegova piramida je druga največja v Gizi. Nekateri znanstveniki imajo njega za graditelja Velike sfinge v Gizi. Starogrški avtorji ga opisujejo kot krutega kot Keopsa. | 2558–2532 pr. n. št. |
|       | Baka       | Grška oblika: Biheris. Lahko bi bil lastnik nedokončane severne piramide v Zawyet El Aryanu. | -                    |
|       | Menkaure   | Grška oblika: Menhéres. Njegova piramida je tretja najmanjša v Gizi. Legenda pravi, da je njegova hčerka umrla zaradi bolezni in da jo je pokopal v krsti v obliki krave. | 2532–2503 pr. n. št. |
|       | Šepseskaf  | Grška oblika: Seberhéres. Lastnik mastabe el-Fara'un. | 2503–2498 pr. n. št. |
| -     | Džedefptah | Po Manetonu je bil zadnji faraon Četrte dinastije. Arheološko ni dokazan in je morda izmišljen. | -                    |

### Peta dinastija
Peta dinastija je vladala od leta 2498 do 2345 pr. n. št.
| Slika | Ime               | Komentar | Vladanje             |
| ----- | ----------------- | --- | -------------------- |
|       | Userkaf           | Pokopan v Userkafovi piramidi v Sakari. Zgradil je prvi sončni tempelj v Abusirju.                                                        | 2498–2491 pr. n. št. |
|       | Sahure            | Kraljevsko nekropolo je prestavil v Abusir, kjer je zgradil svojo piramido.                                                               | 2490–2477 pr. n. št. |
|       | Neferirkare Kakai | Sahurejev sin, rojen kot Ranefer. | 2477–2467 pr. n. št. |
|       | Neferefre         | Neferirkarejev sin. | 2460–2458 pr. n. št. |
|       | Šepseskare        | Vladal je najverjetneje za Neferefrejem in samo nekaj mesecev. Bil je morda Sahurejev sin.                                                | nekaj mesecev        |
|       | Njuserre          | Neferefrejev brat. Na veliko gradil na abusirski nekropoli.                                                                               | 2445–2422 pr. n. št. |
|       | Menkauhor         | Zadnji faraon, ki je zgradil sončni tempelj.                                                                                              | 2422–2414 pr. n. št. |
|       | Džedkare          | Izvedel obširne reforme egipčanske administracije. Faraon z najdaljšo vladavino v svoji dinastiji, ki je trajala verjetno več kot 35 let. | 2414–2375 pr. n. št. |
|       | Unas              | V Unasovi piramidi so bila napisana prva piramidna besedila.                                                                              | 2375–2345 pr. n. št. |

### Šesta dinastija
Šesta dinastija je vladala od 2345 pr. n. št. do 2181 pr. n. št.
| Slika | Ime         | Komentar | Vladanje                                        |
| ----- | ----------- | --- | ----------------------------------------------- |
|       | Teti        | Po Manetonu je bil umorjen. | 2345–2333 pr. n. št.                            |
|       | Userkare    | Vladal 1 do 5 let. Lahko bi bil uzurpator Tetijevega prestola.                                                                                         | 2333–2332 pr. n. št.                            |
|       | Pepi I.     | — | 2332–2283 pr. n. št.                            |
|       | Merenre I.  | — | 2283–2278 pr. n. št.                            |
|       | Pepi II.    | Vladal 94 let, kar je morda največ v človeški zgodovini. Po drugih podatkih je vladal morda »samo« 64 let.                                             | 2278–2184 pr. n. št.                            |
|       | Neferka     | Omenjen je samo v Oxford Encyclopedia of Ancient Egypt. Vladal je sočasno s Pepijem II. in bil morda njegov sin ali sovladar.                          | 2200–2199 pr. n. št.                            |
|       | Merenre II. | Kratkoživ vladar, morda postaren sin Pepija II. | Eno leto in en mesec okoli leta 2184 pr. n. št. |
|       | Nečerkare   | Tega vladarja sta Herodot in Maneton pretvorila v legendarno kraljico Nitokris. Včasih se omenja tudi kot prvi kralj združene sedme in osme dinastije. | Malo časa okoli 2184–2181 pr. n. št.            |

## Prvo vmesno obdobje
Prvo vmesno obdobje Egipta (2181 – 2060 pr. n. št.)  je obdobje nereda in kaosa med koncem Starega kraljestva in začetkom Srednjega kraljestva.
Po smrti Pepija II. je Staro kraljestvo hitro razpadlo. Pepi II. je vladal več kot 64 in morda celo  94 let, dlje kot kateri drugi monarh v zgodovini. Zadnja leta njegove vladavine je zaznamovala neuspešnost zaradi njegove visoke starosti. Zveza dveh kraljestev je razpadla in v deželi je zavladala lakota.
Kralji Sedme in Osme dinastije, nasledniki Šeste dinastije, so poskušali obdržati nekaj oblasti v Memfisu, sicer pa so si večino oblasti prisvojili močni nomarhi. Po 20 do 45 letih jih je strmoglavila nova veja vladarjev s sedežem v Herakleopolisu Magna. Kmalu po teh dogodkih se jim je rivalska veja vladarjev s sedežem v Tebah uprla in združila Gornji Egipt. Okoli leta 2055 pr. n. št. je Mentuhotep II., sin in naslednik kralja Intefa III. porazil severne rivale, združil oba Egipta in začel Srednje kraljestvo.
Sedma in Osma dinastija sta vladali približno 20 do 45 let. V tem času je v morda razdeljenem Egiptu vladalo veliko enodnevnih kraljev iz Memfisa. Njihova moč je bila zaradi učinkovitega fevdalnega sistema, v katerega je bila vključena državna administracija, zelo omejena. Seznam kraljev iz obeh dinastij v naslednji preglednici temelji na Abiškem seznamu kraljev, ki je nastal med vladavino Setija I., in bil objavljen v knjigi Jürgena von Beckeratha  Handbuch der ägyptischen Königsnamen   (Priročnik z egipčanskimi kraljevimi imeni) in najsodobnejši rekonstrukciji Torinskega seznama kraljev iz ramzeškega obdobja.

### Sedma dinastija
Sedma egipčanska dinastija je označila začetek Prvega vmesnega obdobja Egipta v zgodnjem 22. stoletju pr. n. št. O dinastiji ni skoraj nič znanega, zato jo imajo nekateri egiptologi za izmišljeno.
V 3. stoletju pr. n. št. je egipčanski svečenik Maneto napisal zgodovino Egipta z naslovom Aegyptiaca. V njej piše, da je po propadu Šeste dinastije vladalo sedemdeset kraljev po sedemdeset dni. Obdobje je imenoval Sedma dinastija.

### Osma dinastija
Osma dinastija je vladala približno od 2173 pr. n. št. do 2160 pr. n. št.
| Slika | Ime            | Komentar                                                                                    | Vladanje             |
| ----- | -------------- | ------------------------------------------------------------------------------------------- | -------------------- |
|       | Menkare        | Zelo verjetno dokazan na fragmentu reliefa iz grobnice kraljice Neit.                       |                      |
|       | Neferkare II.  |                                                                                             |                      |
|       | Neferkare Nebi | Dokazan na napisih v grobnici njegove matere Ankhesenpepi. Začel graditi piramido v Sakari. |                      |
|       | Džedkare II.   | Dokazan samo na Abidoškem seznamu kraljev (vnos 44).                                        |                      |
|       | Neferkare IV.  | Dokazan samo na Abidoškem seznamu kraljev (vnos 45).                                        |                      |
|       | Merenhor       | Dokazan samo na Abidoškem seznamu kraljev (vnos 46).                                        |                      |
|       | Neferkamin I.  | Dokazan samo na Abidoškem seznamu kraljev (vnos 47).                                        |                      |
|       | Nikare         | Dokazan na Abidoškem seznamu kraljev (vnos 48) in morda na valjastem pečatniku.             |                      |
|       | Neferkare V.   | Dokazan samo na Abidoškem seznamu kraljev (vnos 49).                                        |                      |
|       | Neferkahor     | Dokazan samo na Abidoškem seznamu kraljev (vnos 50) in valjastem pečatniku.                 |                      |
|       | Neferkare VI.  |                                                                                             |                      |
|       | Neferkamin Anu |                                                                                             |                      |
|       | Kakare Ibi     | V Sakari zgradil piramido z zadnjimi znanimi piramidnimi besedili.                          | 2169–2167 pr. n. št. |
|       | Neferkaure     | Dokazan na enem od treh odlokov iz Minovega templja v Qiftu.                                | 2167–2163 pr. n. št. |
|       | Neferkauhor    | Dokazan na osmih odlokih iz Minovega templja in napisu v Šemajevi grobnici.                 | 2163–2161 pr. n. št. |
|       | Neferirkare    | Verjetno dokazan z odlokom iz Minovega templja.                                             | 2161–2160 pr. n. št. |

### Deveta dinastija
Deveta egipčanska dinastija je vladala od 2160 do 2130 pr. n. št. Na Torinskem seznamu kraljev je omenjenih 18 faraonov Devete in Desete dinastije. Od teh imen jih dvanajst manjka, imena štirih pa so samo delno ohanjena.
| Slika | Ime                | Komentar                                                                                            | Vladanje            |
| ----- | ------------------ | --------------------------------------------------------------------------------------------------- | ------------------- |
|       | Meriibre Heti      | Horovo ime: Meribtavi, grška oblika imena: Ahthoes. Maneton trdi, da je bil ustanovitelj dinastije. | 2160 pr. n. št. – ? |
|       | -                  | -                                                                                                   | ?                   |
|       | Neferkare VII.     | -                                                                                                   | ?                   |
|       | Nebkaure Heti      | Grška oblika: Ahthoes II.                                                                           | ?                   |
|       | Setut ali Senen... | -                                                                                                   | ?                   |
|       | -                  | -                                                                                                   | ?                   |
|       | Meri—              | -                                                                                                   | ?                   |
|       | Šed—               | -                                                                                                   | ?                   |
|       | H—                 | -                                                                                                   | ?                   |

### Deseta dinastija
Deseta dinastija je bila skupina lokalnih vladarjev, ki je vladala v Spodnjem Egiptu od leta 2130 do 2040 pr. n. št.
| Slika | Ime             | Komentar                  | Vladanje            |
| ----- | --------------- | ------------------------- | ------------------- |
|       | Merihator       | -                         | 2130 pr. n. št. - ? |
|       | Neferkare VIII. | -                         | ?                   |
|       | Vahkare Heti    | Grška oblika: Acthoes III | ?                   |
|       | Merikare        | -                         | ? - 2040 pr. n. št. |

### Enajsta dinastija
Enajsta dinastija je bila lokalna skupina vladarjev s koreninami iz Gornjega Egipta, ki je vladala od leta  2134 do 1991 pr. n. št. Faraoni so izvirali iz dinastije tebanskih nomarhov, ki so služili faraonom iz Osme, Devete ali Desete dinastije.
| Slika | Ime   | Komentar                                                                                     | Vladanje |
| ----- | ----- | -------------------------------------------------------------------------------------------- | -------- |
|       | Intef | Tebanski nomarh, ki je služil neimenovanemu kralju, domnevni ustanovitelj Enajste dinastije. | -        |

Intefovi nasledniki so se otresli svojih oblastnikov na severu in pod Mentuhotepom II. zavladali celemu Egiptu. 
| Slika | Ime           | Komentar                                                                 | Vladanje               |
| ----- | ------------- | ------------------------------------------------------------------------ | ---------------------- |
|       | Mentuhotep I. | Uradno tebanski nomarh, ki je zelo verjetno vladal kot neodvisen vladar. | -                      |
|       | Intef I.      | Prvi član dinastije s Horovim imenom.                                    | 2134 - 2117 pr. n. št. |
|       | Intef II.     | Osvojil Abidos in Abidoški nom.                                          | 2117 - 2069 pr. n. št. |
|       | Intef III.    | Osvojil Asjut in morda ozemlje do 17. noma.                              | 2069 - 2060 pr. n. št. |

## Srednje kraljestvo
Srednje kraljestvo je obdobje med prvim in drugim vmesnim obdobjem. Nekateri egiptologi med vladarje Srednjega kraljestva ne štejejo samo Dvanajste dinastije ampak tudi del Enajste, Trinajsto in Štirinajsto dinastijo. Za Srednje kraljestvo je značilno širjenje trgovanja preko meja kraljestva, kar je nazadnje pripeljalo do njegovega propada, ki ga je sprožila invazija Hiksov. 

### Enajsta dinastija (nadaljevanje)
Drugi del Enajste dinastije se šteje med vladarje Srednjega egipčanskega kraljestva.
| Slika | Ime             | Komentar | Vladanje               |
| ----- | --------------- | --- | ---------------------- |
|       | Mentuhotep II.  | Okoli leta 2050 pr. n. št. Začetek Srednjega kraljestva .                                                                           | 2060 - 2010 pr. n. št. |
|       | Mentuhotep III. | Vodil prvo odpravo Srednjega kraljestva v Punt.                                                                                     | 2010 - 1998 pr. n. št. |
|       | Mentuhotep IV.  | Skrivnosten faraon, ki se na kasnejših seznamih kraljev ne pojavlja. Strmoglavil ga je morda njegov vezir in naslednik Amenemhet I. | 1997 - 1991 pr. n. št. |

### Skrivnostni kralji, dokazani samo v Spodnji Nubiji
| Slika | Ime        | Komentar | Vladanje |
| ----- | ---------- | --- | -------- |
|       | Segerseni  | Nejasen faraon, ki ni na nobenem kasnejšem seznamu kraljev. Njegov grob je neznan. Dokazan je samo v Spodnji Nubiji, zelo verjetno kot uzurpator ob koncu Enajste ali na začetku Dvanajste dinastije. |          |
|       | Kakare Ini | Nejasen faraon, ki ni na nobenem kasnejšem seznamu kraljev. Njegov grob je neznan. Dokazan je samo v Spodnji Nubiji, zelo verjetno kot uzurpator ob koncu Enajste ali na začetku Dvanajste dinastije. |          |
|       | Ijibhentre | Nejasen faraon, ki ni na nobenem kasnejšem seznamu kraljev. Njegov grob je neznan. Dokazan je samo v Spodnji Nubiji, zelo verjetno kot uzurpator ob koncu Enajste ali na začetku Dvanajste dinastije. |          |

### Dvanajsta dinastija
Dvanajsta dinastija je vladala od leta 1991 do 1802 pr. n. št. Egipčani jo imajo za svojo največjo dinastijo.
| Slika | Ime                   | Komentar | Vladanje             |
| ----- | --------------------- | --- | -------------------- |
|       | Amenemhet I.          | Na oblast prišel po strmoglavljenju Mentuhotepa IV. Umorjen.                                                                         | 1991–1962 pr. n. št. |
|       | Senusret I.           | Grška oblika imena: Sesostris I. Zgradil Belo kapelo.                                                                                | 1971–1926 pr. n. št. |
|       | Amenemhet II.         | - | 1929–1895 pr. n. št. |
|       | Senusret II.          | Grška oblika imena: Sesostris II. | 1897–1878 pr. n. št. |
|       | Senusret III.         | Grška oblika imena: Sesostris III. Najmočnejši faraon Srednjega kraljestva.                                                          | 1878–1860 pr. n. št. |
|       | Amenemhet III.        | - | 1860–1815 pr. n. št. |
|       | Amenemhet IV.         | Po podatku na napisu v Knososu je imel najmanj eno leto sovladarja.                                                                  | 1815–1807 pr. n. št. |
|       | Sobekneferu           | Ena od redkih faraonk. | 1807–1802 pr. n. št. |
|       | Seanhibtavi Seanhibre | Njegov morebiten položaj je negotov. Morda je bil kratkoživ vladar ali različica imena faraona iz Dvanajste ali Trinajste dinastije. |                      |

## Drugo vmesno obdobje
Drugo vmesno obdobje je obdobje zmede med koncem Srednjega kraljestva in začetkom Novega kraljestva. V tem času so Hiksi preplavili Egipt in vladali v Petnajsti in Šestnajsti dinastiji.
Hiksi so se prvič pojavili med vladanjem Sobekhotepa IV., ko so okoli leta 1720 pr. n. št. prevzeli nadzor nad mestom Avaris (danes Tell ed-Dab'a/Khata'na). Hiksi so pod vladarjem Salitisom, ustanoviteljem Petnajste dinastije, zavzeli Egipt, ki mu je takrat vladal Dedumoz I.
V času, ko je Memfis padel v roke Hiksov, je domača vladarska hiša iz Teb razglasila neodvisnost in se oklicala za Sedemnajsto dinastijo. Ta dinastija je na koncu pregnala Hikse nazaj v Azijo.

### Trinajsta dinastija
Trinajsta dinastija je vladala od 1786 pr. n. št. do okoli 1705 pr. n. št.
V preteklosti se je vladavina Trinajste dinastije opisovala kot obdobje kaosa in nereda. Stanje je bilo verjetno bolj mirno, kot se je domnevalo, ker je bila centralna vlada večino dinastije v  Ititaviju  pri Fajumu in je bila relativno stabilna. Za obdobje je bilo nedvomno značilno upadanje moči vladarjev, saj je veliko faraonov vladalo zelo malo časa in so slabo dokazani. Povsem jasno je, da niso bili iz ene družine in da so bili nekateri preprosti državljani. Zaradi pomanjkanja spomenikov in zapisov je natančno kronologijo dinastije težko določiti. Nekateri vladarji so znani samo iz odlomkov napisov ali s skarabejev. Imena in vrstni red faraonov so povzeti po Dodsonu in Hiltonu in  Ryholtu.
| Slika | Ime             | Komentar | Vladanje                                                                   |
| ----- | --------------- | --- | -------------------------------------------------------------------------- |
|       | Sobekhotep I.   | Prevladuje hipoteza, da je bil Sobekhotep ustanovitelj dinastije. Starejše študije so za ustanovitelja štele Vegafa. Sobekhotepova vladavina je dobro dokumentirana. | 1802–1800 pr. n. št.                                                       |
|       | Sonbef          | Morda Sobekhotepov brat in sin Amenemheta IV. | 1800–1796 pr. n. št.                                                       |
|       | Nerikare        | - | 1796 pr. n. št.                                                            |
|       | Amenemhet V.    | Vladal tri ali štiri leta. | 1796–1793 pr. n. št.                                                       |
|       | Ameni Kemau     | Pokopan v svoji piramidi v južnem Dahšurju. | 1795–1792 pr. n. št.                                                       |
|       | Hotepibre       | Imenovan tudi Sehotepibre. | 1792–1790 pr. n. št.                                                       |
|       | Iufni           | Znan samo s Torinskega seznama kraljev. | Zelo malo časa, morda okoli 1790 – 1788 pr. n. št.                         |
|       | Amenemhet VI.   | - | 1788–1785 pr. n. št.                                                       |
|       | Semenkare       | - | 1785–1783 pr. n. št. ali 1739 pr. n. št.                                   |
|       | Sehetepibre     | - | 1783–1781 pr. n. št.                                                       |
|       | Sevadžkare I.   | Znan samo s Torinskega seznama kraljev. |                                                                            |
|       | Nedžemibre      | Znan samo s Torinskega seznama kraljev. | 7 mesecev leta 1780 pr. n. št. ali 1736 pr. n. št.                         |
|       | Sobekhotep II.  | - | Vladal približno tri leta, 1780 - 1777 pr. n. št.                          |
|       | Renseneb        | Vladal 4 mesece | 1777 pr. n. št.                                                            |
|       | Hor I.          | Slaven zaradi nedotaknjene grobnice in kipa Ka. | Vladal 1 leto in 6 mesecev, 1777–1775 pr. n. št.                           |
|       | Sekemre         | Morda sin Hora I. | Ocenjeno na tri leta, 1775–1772 pr. n. št.                                 |
|       | Džedheperu      | Morda sin Hora I. | Ocenjena na 2 leti, 1772–1770 pr. n. št.                                   |
|       | Sebkaj          | Morda dva kralja, Seb in njegov sin Kaj. |                                                                            |
|       | Amenemhet VII.  | Dobro dokumentiran kralj, dokazan na številnih stelah in drugih dokumentih.                                                                                          | 5 do 7 let ali 3 leta, 1769 - 1766 pr. n. št.                              |
|       | Vegaf           | V starih študijah ustanovitelj dinastije. | okoli 1767 pr. n. št.                                                      |
|       | Hendžer         | Morda prvi semitsko govoreči faraon. Zgradil Hendžerjevo piramido v Sakari.                                                                                          | Najmanj 4 leta in 3 mesece okoli 1765 pr. n. št.                           |
|       | Imiremeša       | Dokazan na dveh kolosalnih kipih. | Vladal manj kot 10 le od leta 1759 pr. n. št. ali 1711 pr. n. št. .        |
|       | Intef IV.       | - | ?                                                                          |
|       | Set Meribre     | - | Manj kot 10 let, verjetno manj kot 5 let do leta 1749 pr. n. št.           |
|       | Sobekhotep III. | 4 leta in 2 meseca. | Okoli 1755–1751 pr. n. št.                                                 |
|       | Neferhotep I.   | 11 let. | 1751–1740 pr. n. št.                                                       |
|       | Sihator         | Kratkotrajen sovladar brata Neferhotepa I. | 1739 pr. n. št.                                                            |
|       | Sobekhotep IV.  | 10 ali 11 let. | 1740–1730 pr. n. št.                                                       |
|       | Sobekhotep V.   | 3 leta. | Okoli 1730 pr. n. št.                                                      |
|       | Sobekhotep VI.  | 4 leta 8 mesecev in 29 dni. | Okoli 1725 pr. n. št.                                                      |
|       | Ibiau           | 10 let in 8 mesecev. | 1725–1714 pr. n. št. ali 1712–1701 pr. n. št.                              |
|       | Aj I.           | Najdlje vladajoči kralj v dinastiji. | 23 let, 8 mesecev in 18 dni, 1701–1677 pr. n. št. ali 1714–1691 pr. n. št. |

Naslednji faraoni iz Trinajste dinastije so dokazani samo na najdbah v Gornjem Egiptu, kar kaže, da so prestolnico iz Ititavija preselili v Tebe. Daphna Ben Tor je prepričana, da je bila selitev posledica invazije kanaanskih vladarjev v vzhodno delto Nila. Za druge avtorje dogodek označuje konec Srednjega kraljestva in začetek drugega vmesnega obdobja Egipta.  Ryholt in Baker takšen zaključek zavračata s trditvijo, da stela Sehekenre Sankptahija, ki je vladal proti koncu dinastije, kaže, da je vladal tudi v memfiški regiji. Stela je, na žalost, neznanega porekla.
| Slika | Ime               | Komentar                                                         | Vladanje                                                                      |
| ----- | ----------------- | ---------------------------------------------------------------- | ----------------------------------------------------------------------------- |
|       | Ini I.            | Morda sin svojega predhodnika.                                   | 2 leti 3 ali 4 mesece in 9 dni, 1677–1675 pr. n. št. ali 1691–1689 pr. n. št. |
|       | Sevadžtu          | Dokazan samo na Torinskem seznamu kraljev.                       | 3 leta in2–4 mesece, 1675–1672 pr. n. št.                                     |
|       | Ined              | Morda ista oseba kot Neferhotep II.                              | 3 leta, 1672–1669 pr. n. št.                                                  |
|       | Hor II.           | 5 let.                                                           | ?                                                                             |
|       | Sobekhotep VII.   | 2 leti in 6 mesecev.                                             | 1664–1663 pr. n. št.                                                          |
|       | Osem faraonov     | Imena izgubljena na izgubljenem delu Torinskega seznama kraljev. | 1663 pr. n. št.. - ?                                                          |
|       | Merheperre        | -                                                                | Nekje med 1663 pr. n. št. in 1649 pr. n. št.                                  |
|       | Merkare           | Dokazan samo na Torinskem seznamu kraljev.                       | Nekje med 1663 pr. n. št. in 1649 pr. n. št.                                  |
|       | Izgubljeno ime    | -                                                                | ?                                                                             |
|       | Mentuhotep V.     | -                                                                | Okoli 1655 pr. n. št.                                                         |
|       | […]mosre          | -                                                                | ?                                                                             |
|       | Ibi […]maatre     | -                                                                | ?                                                                             |
|       | Hor[…] […]webenre | -                                                                | ?                                                                             |
|       | Se...kare         | ?                                                                | ?                                                                             |
|       | Sankptahi         | Morda sin svojega predhodnika.                                   | ?                                                                             |
|       | ...re             | ?                                                                | ?                                                                             |
|       | Se...enre         | ?                                                                | ? - 1649 pr. n. št.                                                           |

Kronološkega položaja naslednjih dokazanih vladarjev se zaradi pomanjkanja dokazov ne da zanesljivo določiti.
| Slika | Ime         | Komentar                          | Vladanje               |
| ----- | ----------- | --------------------------------- | ---------------------- |
|       | Dedumoz I.  | Morda kralj Šestnajste dinastije. | okoli. 1654 pr. n. št. |
|       | Dedumoz II. | Morda kralj Šestnajste dinastije. | ?                      |
|       | Senebmiu    | Pozna Trinajsta dinastija.        | Po letu 1660 pr n. št. |
|       | Senaib      | Morda kralj Abidoške dinastije.   | ?                      |
|       | Ini II.     | Pozna Trinajsta dinastija.        | ?                      |

### Štirinajsta dinastija
Štirinajsta dinastija je bila skupina lokalnih vladarjev iz vzhodne Nilove delte s sedežem v Avarisu,  ki je vladala ali od 1805 pr. n. št. ali od okoli 1710 pr. n. št. do okoli 1650 pr. n. št. V dinastiji je bilo več vladarjev s zahodnosemitskimi imeni, za katere se domneva, da so bili kanaanskega porekla. Rekonstrukcija dinastije je zelo sporna. Sporni so predvsem položaji petih kraljev pred Nehesijem.
| Slika    | Ime              | Komentar | Vladanje                                            |
| -------- | ---------------- | --- | --------------------------------------------------- |
|          | Jakbim Sekhaenre | Kronološki položaj nezanesljiv. | 1805–1780 pr. n. št.                                |
|          | Jamu Nubvoserre  | Kronološki položaj nezanesljiv. | 1780–1770 pr. n. št.                                |
|          | Kareh            | Kronološki položaj nezanesljiv. | 1770–1760 pr. n. št.                                |
|          | Ahotepre         | Kronološki položaj nezanesljiv. | 1760–1745 pr. n. št.                                |
|          | Šeši             | Kronološki položaj, trajanje in obseg vladavine nezanesljivi. Lahko bi bil tudi zgodnji kralj Hiksov iz druge polovice Petnajste dinastije. | 1745–1705 pr. n. št.                                |
|          | Nehesi           | Vladal malo časa. Morda Šešijev sin. | okoli 1705 pr. n. št.                               |
|          | Kakerevre        | - | ?                                                   |
|          | Nebefavre        | - | okoli 1704 pr. n. št.                               |
|          | Sehebre          | Morda istoveten z Vazadom ali Šenehom. | -                                                   |
|          | Merdžefare       | Morda istoveten z Vazadom ali Šenehom. | okoli 1699 pr. n. št.                               |
|          | Sevadžkare III.  | - | ?                                                   |
|          | Nebdžefare       | - | 12 do 24 mesecev okoli 1694 pr. n. št.              |
|          | Vebenre          | - | ?                                                   |
| —        |                  | - | ?                                                   |
| Džefare? |                  | - | ?                                                   |
| Vebenre  |                  | | okoli 1690 pr. n. št.                               |
|          | Nebsenre         | Dokazan na vrču z njegovim priimkom. | Najmanj 5 mesecev nekje med 1690 in 1649 pr. n. št. |
|          | Seheperenre      | Dokazan na enem samem odtisu skarabeja. | 2 meseca nekje med 1690 in 1649 pr. n. št.          |
|          | Anati Džedkare   | Znan samo s Torinskega seznama kraljev. |                                                     |
|          | Bebnum           | Znan samo s Torinskega seznama kraljev. |                                                     |
|          | Apepi            | Morda dokazan kot kraljev sin na treh odtisih skarabeja.                                                                                    |                                                     |

Položaji in identitete naslednjih faraonov so nezanesljivi: 
| Slika | Ime      | Komentar                                                                | Vladanje                    |
| ----- | -------- | ----------------------------------------------------------------------- | --------------------------- |
|       | Nuja     | Dokazan na odtisu skarabeja.                                            |                             |
|       | Vazad    | Morda identičen s Sehebrejem ali Merdžefarejem.                         | okoli 1700 pr. n. št. ?     |
|       | Šeneh    | Morda identičen s Sehebrejem ali Merdžefarejem.                         |                             |
|       | Šenšek   | Dokazan na odtisu skarabeja.                                            |                             |
|       | Hamure   |                                                                         |                             |
|       | Jakareb  |                                                                         |                             |
|       | Jakubher | Spadal morda v Petnajsto ali Šestnajsto dinastijo ali bil vazal Hiksov. | 17.–16. stoletje pr. n. št. |

Torinski seznam kraljev našteva 25 drugih nedokazanih imen.

### Petnajsta dinastija
Kratkoživa Petnajsta dinastija je vzniknila med Hiksi, nomadskim ljudstvom, ki se je pojavilo na območju rodovitnega polmeseca in od 1674 pr. n. št. do 1535 pr. n. št. vladala nad večino Nilove delte. 
| Slika | Ime      | Komentar                                                  | Vladanje                         |
| ----- | -------- | --------------------------------------------------------- | -------------------------------- |
|       | Semken   | Kronološki položaj nezanesljiv.                           | 1649 pr. n. št. – ?              |
|       | Aperanat | Kronološki položaj nezanesljiv.                           |                                  |
|       | Sakirhar | -                                                         | ?                                |
|       | Hajan    | Vrh hiške moči; proti koncu svoje vladavine osvojil Tebe. | 30–40 let                        |
|       | Apepi I. | -                                                         | 40 let ali več                   |
|       | Hamudi   | -                                                         | 1555 pr. n. št. – 1544 pr. n. št |

### Abidoška dinastija
V drugo vmesno obdobje se lahko vključi tudi neodvisno dinastijo, ki je vladala iz Abidosa v letih okoli  1650 pr. n. št. do 1600 pr. n. št.  Štirje dokazani vladarji iz te dinastije so našteti brez upoštevanja njihovega (neznanega) kronološkega zaporedja:
| Slika | Ime           | Komentar                                                                               | Vladanje |
| ----- | ------------- | -------------------------------------------------------------------------------------- | -------- |
|       | Vepvavetemsaf | Lahko bi pripadal pozni Šestnajsti dinastiji.                                          |          |
|       | Pentini       | Lahko bi pripadal pozni Šestnajsti dinastiji.                                          |          |
|       | Senaib        | Lahko bi pripadal pozni Trinajsti dinastiji.                                           |          |
|       | Senebkaj      | Grob odkrit leta 2014. Morda istoveten z Woser[...]rejem s Torinskega seznama kraljev. |          |

### Šestnajsta dinastija
Šestnajsta dinastija je bila domorodna tebanska dinastija, ki je zavladala po propadu memfiške Trinajste dinastije okoli leta 1650 pr. n. št. Vladala je samo v Gornjem Egiptu. Okoli leta 1580 pr. n. št. jo je odstavila hiška Petnajsta dinastija.
| Slika | Ime              | Komentar                                                                  | Vladanje                                                                                                   |
| ----- | ---------------- | ------------------------------------------------------------------------- | --- |
|       |                  | Imena prvega kralja na Torinskem seznamu kraljev ni mogoče rekonstrurati. | |
|       | Džehuti          | –                                                                         | 3 leta okoli 1650 pr. n. št.                                                                               |
|       | Sobekhotep VIII. | –                                                                         | 16 let od 1645 do 1629 pr. n. št.                                                                          |
|       | Neferhotep III.  | –                                                                         | 1 leto okoli 1650 pr. n. št.                                                                               |
|       | Mentuhotepi      | Lahko bi bil iz Sedemnajste dinastije.                                    | 1 leto, 1628-1627 pr. n. št.                                                                               |
|       | Nebirirav I.     | –                                                                         | 26 let, 1627–1601 pr. n. št.                                                                               |
|       | Nebirirav II.    | –                                                                         | Okoli 1600 pr. n. št.                                                                                      |
|       | Semenre          | –                                                                         | Okoli 1600 pr. n. št. ali 1580 pr. n. št.                                                                  |
|       | Bebiank          | –                                                                         | 12 let,1603-1591 pr. n. št. ali 1600-1588 pr. n. št.                                                       |
|       | Dedumoz I.       | Lahko bi bil iz Trinajste dinastije.                                      | Verjetno med 1588 in 1582 pr. n. št., če je spadal v Trinajsto dinastijo pa verjetno okoli 1690 pr. n. št. |
|       | Dedumoz II.      | –                                                                         | |
|       | Montemsaf        | –                                                                         | |
|       | Mentuhotep VI.   | –                                                                         | |
|       | Senusret IV.     | –                                                                         | |
|       | Sekemre          | –                                                                         | |

V Šestnajsto dinastijo bi lahko spadala tudi Pepi III. in  Nebmaatre. Njun kronološki položaj ni znan.

### Sedemnajsta dinastija
Sedemnajsta egipčanska dinastija je vladala v Gornjem Egiptu od okoli 1585 pr. n. št. do okoli 1550 pr. n. št.
| Slika | Ime            | Komentar                                                                                   | Vladanja              |
| ----- | -------------- | ------------------------------------------------------------------------------------------ | --------------------- |
|       | Rahotep        | -                                                                                          | okoli 1620 pr. n. št. |
|       | Sobekemsaf I.  | Vladal najmanj 7 let.                                                                      | -                     |
|       | Sobekemsaf II. | Med vladavino Ramzesa IX. je bil njegov grob izropan in inventar požgan.                   | -                     |
|       | Intef V.       | Sekhemre-Vepmaat Intef.                                                                    | -                     |
|       | Intef VI.      | Nubkheperre Intef; vladal več kot tri leta.                                                | -                     |
|       | Intef VII.     | Sekhemre-Heruhirmaat Intef.                                                                | -                     |
|       | Tao I.         | Senakhtenre Ahmoz.                                                                         | Okoli 1558 pr. n. št. |
|       | Tao II.        | Sekenenre Tao. Umrl v bitki s Hiksi ali bil usmrčen po njej.                               | 1558–1554 pr. n. št.  |
|       | Kamoz          | Po očetovi smrti je do Kamozove polnoletnosti kot regentka vladala njegova mati Ahhotep I. | 1554–1549 pr. n. št.  |

V zgodnji Sedemnajsti dinastiji je morda vladal tudi faraon Nebmaatre, katerega kronološki položaj ni znan.

## Novo kraljestvo
Novo kraljestvo je obdobje od 16. do 11. stoletja pr. n. št., v katerem so vladale Osemnajsta, Devetnajsta in Dvajseta dinastija. Novemu kraljestvu je sledilo tretje vmesno obdobje. V tem obdobju je Egipt obsegal največ ozemlja. Na jugu se je razširil v Nubijo, obvladoval območja na bližnjem vzhodu in se s Hetiti boril za prevlado nad današnjo Sirijo.
Najbolj znana faraona Novega kraljestva sta bila Ehnaton in Ramzes II. Prvi, ki je znan tudi kot Amenhotep IV., je domnevno prvi v zgodovini uvedel čaščenje enega boga Atona, drugi pa je poskušal osvojiti ozemlja današnjega Izraela, Libanona in Sirije. To je pripeljalo do znamenite bitke pri Kadešu, v kateri se je egipčanska vojska spopadla s hetitsko pod poveljstvom Muvatalija II.

### Osemnajsta dinastija
Osemnajsta egipčanska dinastija je vladala od 1550 pr. n. št. do 1292 pr. n. št.
| Slika | Ime                   | Komentar | Vladanje |
| ----- | --------------------- | --- | --- |
|       | Ahmoz I.              | Brat in naslednik Kamoza, osvojil severni Egipt, kjer so vladali Hiksi. | okoli 1550–1525 pr. n. št.; radiokarbonsko datiranje je začetek njegovega vladanja postavilo v obdobje 1570–1544 pr. n. št. s sredino leta 1557 pr. n. št. |
|       | Amenhotep I.          | Sin Ahmoza I. | 1541–1520 pr. n. št. |
|       | Tutmoz I.             | Sin Senseneb in morda Amenhotepa I. Južno mejo Egipta pomaknil do četrtega Nilovega katarakta in zelo razširil svetišče v Karnaku. Prvi faraon, pokopan v Dolini kraljev (grobnica KV38, kasneje KV20). | 1520–1493 pr. n. št. |
|       | Tutmoz II.            | Sin Tutmoza I. in po materini strani vnuk Amenhotepa I. | 1493–1479 pr. n. št. |
|       | Hačepsut              | Druga znana faraonka. Proti koncu vladavine je morda vladala skupaj s svojim nečakom Tutmozom III. Slavna je zaradi pomorske odprave v Punt, dokumentirane v slavnem Hačepsutinem templju. Vladala je v obdobju, ko je bil Egipt na višku svoje moči Bila je hčerka Tutmoza I. in prva žena svojega brata Tutmoza II.                                                        | 1479–1458 pr. n. št. |
|       | Tutmoz III.           | Sin Tutmoza II. V prvem delu svoje vladavine je morda vladal skupaj s svojo teto in mačeho Hačepsut. Znan po širjenju egipčanskega ozemlja v Levant in Nubijo. Med njegovo vladavino je Egipčansko kraljestvo doseglo nejvečji obseg ozemlja. V drugi polovici vladavine je v templjih in na spomenikih izbrisal Hačepsutino ime in slike.                                   | 1458–1425 pr. n. št. |
|       | Amenhotep II.         | Sin Tutmoza III. Vladal na višku egipčanske moči. | 1425–1400 pr. n. št. |
|       | Tutmoz IV.            | Znan po Sanjski steli. Sin Amenhotepa II. Vladal na višku egipčanske moči. | 1400–1390 pr. n. št. |
|       | Amenhotep III. Veliki | Sin Tutmoza IV., Ehnatonov oče in Tutankamonov stari oče. Zgradil veliko templjev in spomenikov, vključno z ogromnim Pogrebnim templjem Amenhotepa III. | 1390–1352 pr. n. št |
|       | Amenhotep IV./Ehnaton | Začetnik amarnskega obdobja, v katerem je reformiral egipčansko mnogoboštvo v enoboštvo, osredotočeno na čaščenje boga Atona v pofobi sončnega diska. Prestolniso Egipta je preselil v Ahenaton. Bil je sin Amenhotepa III. z imenom Amenhotep, katerega je v skladu s svojim verskim prepričanjem spremenil v Ehnaton.                                                      | 1352–1336 pr. n. št. |
|       | Smenhkare             | Proti koncu Ehnatonove vladavine je verjetno vladal skupaj z njim. Smenhkare morda sploh vladal samostojno. Identiteta in celo njegov spol sta nejasna. Nekateri domnevajo, da bi lahko bil Ehnatonov sin in morda istoveten z Nefretete ali Meritaton. Lahko bi bil tudi naslednik ali istoveten s faraonko Neferneferuaton.                                                | 1335–1334 pr. n. št. |
|       | Neferneferuaton       | Faraonka, morda identična s Smenhkarejem. Arheološki dokazi jo povezujejo z žensko, ki je kot faraonka vladala proti koncu amarnskega obdobja, zelo verjetno z Nefretete. | 1334-1332 pr. n. št. |
|       | Tutankamon            | Na splošno velja, da je bil Ehnatonov sin, ki je ponovno uvedel egipčansko mnogoboštvo. Sprememba njegovega imena iz Tutankaton v Tutankamom kaže na ukinitev Atonovega kulta in vrnitev k Amonu kot glavnemu božanstvu. Na prestol je prišel pri približno osmih letih in pri osemnajstih ali devetnajstih umrl, zato je dobil nadimek Otroški kralj.                       | 1332–1324 pr. n. št. |
|       | Aj                    | Aj je bil Tutankamonov veliki vezir in pomemben državni uradnik med Ehnatonovo in Semenkarejevo vladavino. Bil je morda brat Tije, prve žene Amenhotepa III. in morda oče Ehnatonove glavne žene Nefertiti. Bil je plemiškega, vendar ne kraljevskega porekla. Tutankamona je nasledil, ker slednji ni imel naslednika. Po nekaterih virih naj bi se poročil z njegovo ženo. | 1324–1320 pr. n. št. |
|       | Horemheb              | Rojen kot navaden človek. V amarnskem obdobju je bil general. Z njim povezane zgradbe in spomeniki iz tega obdobja so bili vandalizirani in porušeni. Aja je nasledil kljub temu, da je bil za njegovega naslednika izbran Nahtmin. | 1320–1292 pr. n. št. |

### Devetnajsta dinastija
Devetnajsta dianstija je vladala od 1293 pr. n. št. do 1185 pr. n. št. in je imela enega od največjih faraonov, Ramzesa II. Velikega.
| Slika | Ime               | Komentar | Vladanje             |
| ----- | ----------------- | --- | -------------------- |
|       | Ramzes I.         | Ni bil kraljevskega porekla. Na prestol je prišel zato, ker Horemheb ni imel moškega naslednika. | 1292–1290 pr. n. št. |
|       | Seti I.           | Ponovno osvojil večino ozemlja, izgubljenega med Ehnatonovo vladavino. | 1290–1279 pr. n. št. |
|       | Ramzes II. Veliki | Nadaljeval je širjenje egipčanskega ozemlja, dokler ni po bitki pri Kadešu leta 1275 pr. n. št. prišlo do mrtvila, ki se je končalo s sklenitvijo mirovnega sporazuma leta 1258 pr. n. št. Pogosto se povezuje z Mojzesom. V Egiptu je zgradil veliko spomenikov, od katerih je najbolj znan Abu Simbel v Nubiji. | 1279–1213 pr. n. št. |
|       | Merneptah         | Trinajsti sin Ramzesa II. | 1213–1203 pr. n. št. |
|       | Amenmes           | Domnevni Merneptahov sin in zelo verjetno uzurpator prestola. Vladal je morda kot oponent faraona Setija II. | 1201–1200 pr. n. št. |
|       | Seti II.          | Merneptahov sin. Pred uveljavitvijo svojih zahtev po prestolu se je moral verjetno soočati z Amenmesom. | 1203–1197 pr. n. št. |
|       | Siptah            | Morda sin Setija II. ali Amenmesa. Na prestol prišel kot mladenič. | 1197–1191 pr. n. št. |
|       | Tausret           | Morda žena Setija II. Ena od redkih faraonk. | 1191–1190 pr. n. št. |

### Dvajseta dinastija
Dvajseta dinastija je vladala od 1189 pr. n. št. do 1077 pr. n. št.
| Slika | Ime          | Komentar | Vladanje             |
| ----- | ------------ | --- | -------------------- |
|       | Setnaht      | Včasih tudi Setnakt, ni bil v sorodu s Setijem II., Siptahom ali Tausretom. Morda uzurpator Tausretovega prestola. Siptaha in Tausreta ni priznaval za legitimna vladarja. Morda član nepomembne stranske veje Ramzesove kraljevske družine.  | 1189–1186 pr. n. št. |
|       | Ramzes III.  | Setnahtov sin. Leta 1175 pr. n. št. se je vojskoval z Ljudstvi z morja. Umorjen v haremski zaroti. | 1186–1155 pr. n. št. |
|       | Ramzes IV.   | Sin Ramzesa III. Med njegovo vladavino je moč Egipta začela usihati. | 1155–1149 pr. n. št. |
|       | Ramzes V.    | Sin Ramzesa IV. | 1149–1145 pr. n. št. |
|       | Ramzes VI.   | Sin Ramzesa III., brat Ramzesa IV., stric Ramzesa V. | 1145–1137 pr. n. št. |
|       | Ramzes VII.  | Sin Ramzesa VI. | 1137–1130 pr. n. št. |
|       | Ramzes VIII. | Zameglen faraon, ki je vladal približno eno leto. istoveten s princem Setiherkepeshefom II. Sin Ramzesa III., brat Ramzesa IV. in Ramzesa VI., stric Ramzesa V. in Ramzesa VII. Edini faraon Dvajsete dinastije, katerega groba niso odkrili. | 1130–1129 pr. n. št. |
|       | Ramzes IX.   | Verjetno vnuk Ramzesa III., prvi bratranec Ramzesa V. in Ramzesa VII. | 1129–1111 pr. n. št. |
|       | Ramzes X.    | Slabo dokumentiran garaon, ki je vladal 3 do 10 let. Njegovo poreklo je povsem neznano. | 1111–1107 pr. n. št. |
|       | Ramzes XI.   | Morda sin Ramzesa X. V drugi polovici njegove vladavine je južno od Teb vladal visoki Amonov svečenik Herihor in oblast Ramzesa XI. omejil samo na Spodnji Egipt. Na severu ga je nasledil Smendes I.                                         | 1107–1077 pr. n. št  |

## Tretje vmesno obdobje
Tretje vmesno obdobje  (1077-664)  se je začelo s koncem Novega kraljestva po razpadu egipčanskega imperija. V tem obdobju je vladalo več dinastij libijskega porekla, zato se to obdobje imenuje tudi Libijsko obdobje.

### Enaindvajseta dinastija
Enaindvajseta dinastija je vladala iz Tanisa in je bila sorazmerno šibka. Formalno so bili faraoni iz te dinastije vladarji vsega Egipta, vendar so dejansko vladali samo Spodnjemu Egiptu. Vladali so od leta 1077 pr. n. št. do 943 pr. n. št.
| Slika | Ime              | Komentar | Vladanje             |
| ----- | ---------------- | --- | -------------------- |
|       | Smendes I.       | Poročen s Tentamun, verjetno hčerko Ramzesa XI. | 1077–1051 pr. n. št. |
|       | Amenemnisu       | Nejasna štiriletna vladavina. | 1051–1047 pr. n. št. |
|       | Psusenes I.      | Sin visokega tebanskega Amonovega svečenika Pinedžema I. Vladal 40 do 51 let. Znan po njegovi nedotaknjeni grobnici v Tanisu. Zaradi mogočne srebrne krste znan tudi kot »Srebrni faraon«. Eden od najmočnejših vladarjev v dinastiji. | 1047–1001 pr. n. št. |
|       | Amenemope        | Sin Psusenesa I. | 1001–992 pr. n. št.  |
|       | Osorkon Starejši | Sin Šošenk Aja, velikega guvernerja Mešveša (Libija). Znan tudi kot Osohor. | 992–986 pr. n. št.   |
|       | Siamon           | Faraon neznanega porekla, znan kot velik graditelj iz tretjega vmesnega obdobja Egipta. Eden on najmočnejših vladarjev v dinastiji. | 986–967 pr. n. št.   |
|       | Psusenes II.     | Sin visokega tebanskega Amonovega svečenika Pinedžema II. | 967–943 pr. n. št.   |

### Tebanski visoki Amonovi svečeniki
Visoki Amonovi svečeniki v Tebah uradno niso bili faraoni, vendar so imeli tako veliko moč, da so  de facto vladali v Gornjem Egiptu v obdobju Enaindvajsete in Dvaindvajsete dinastije od leta 1080 do 945 pr. n. št. Svoja imena so pisali v kartušah in se pokopavali v kraljevskih grobnicah.
| Slika | Ime           | Komentart | Vladanje             |
| ----- | ------------- | --- | -------------------- |
|       | Herihor       | Prvi visoki Amonov svečenik, ki je zahteval položaj faraona. Vladal je južnemu Egiptu medtem ko je na severu vladal Ramzes XI.               | 1080–1074 pr. n. št. |
|       | Pianh         | - | 1074–1070 pr. n. št. |
|       | Pinedžem I.   | Pianhov sin, oče Psusenesa I. | 1070–1032 pr. n. št. |
|       | Masaharta     | Sin Pinedžema I. | 1054–1045 pr. n. št. |
|       | Džedhonsuefan | Sin Pinedžema I. | 1046–1045 pr. n. št. |
|       | Meneperra     | Sin Pinedžema I. | 1045–992 pr. n. št.  |
|       | Smendes II.   | Sin Menheperraja. | 992–990 pr. n. št.   |
|       | Pinedžem II.  | Sin Menheperraja, oče Psusenesa II. | 990–976 pr. n. št.   |
|       | Psusenes III. | Morda ista oseba kot Psusenes II. On ali Pinedžem II. se na splošno štejeta za zadnja tebanska visoka Amonova svečenika s položajem faraona. | 976–943 pr. n. št.   |

### Dvaindvajseta dinastija
Faraoni iz dvaindvajsete dinastije so bili Libijci, ki so vladali od okoli 945 pr. n. št. do okoli 720 pr. n. št.
| Slika | Ime                  | Komentar                                                                     | Vladanje             |
| ----- | -------------------- | ---------------------------------------------------------------------------- | -------------------- |
|       | Šošenk I.            | Sin Nimlot Aja, brat Osokorna Starejšega in veliki poglavar Mešveša (Libija) | 943–922 pr. n. št.   |
|       | Osorkon I.           | Sin Šošenka I.                                                               | 922–887 pr. n. št.   |
|       | Šošenk II.           | Nejasen faraon, morda uzurpator.                                             | 887–885 pr. n. št.   |
|       | Tuthepere Šošenk IIb | Nejasen faraon, časovna umestitev nezanesljiva.                              | 880. leta pr. n. št. |
|       | Harsiese             | Nejasen upornik v Tebah.                                                     | 880–860 pr. n. št.   |
|       | Takelot I.           | Sin Osorkona I.                                                              | 885–872 pr. n. št.   |
|       | Osorkon II.          | Sin Takelota I.                                                              | 872–837 pr. n. št.   |
|       | Šošenk III.          | -                                                                            | 837–798 pr. n. št.   |
|       | Šošenk IV.           | -                                                                            | 798–785 pr. n. št.   |
|       | Pami                 | -                                                                            | 785–778 pr. n. št.   |
|       | Šošenk V.            | -                                                                            | 778–740 pr. n. št.   |
|       | Osorkon IV.          | -                                                                            | 740–720 pr. n. št.   |

### Triindvajseta dinastija
Triindvajseta dinastija je spet bila libijskega porekla, s sedežem v Leontopolisu, vladala je od leta 837 pr. n. št. do 762 pr. n. št.
| Slika | Ime          | Komentar | Vladanje           |
| ----- | ------------ | --- | ------------------ |
|       | Takelot II.  | V preteklosti se je štel za faraona Dvaindvajsete dinastije, zdaj pa se šteje za ustanovitelja Triindvajsete dinastije. | 837–813 pr. n. št. |
|       | Pedubast I.  | Upornik, osvojil Tebe, ki so bile v posesti Takelota II.                                                                | 826–801 pr. n. št. |
|       | Iuput I.     | Pedubastov sovladar. | 812–811 pr. n. št. |
|       | Šošenk VI.   | Pedubastov naslednik.                                                                                                   | 801–795 pr. n. št. |
|       | Osorkon III. | Sin Takelota II., osvojil Tebe in se proglasol za kralja.                                                               | 795–767 pr. n. št. |
|       | Takelot III. | V prvem letu svojega vladanja sovladar očeta Orsorkona III.                                                             | 773–765 pr. n. št. |
|       | Rudamon      | Mlajši sin Osorkona III. in brat Takelota III.                                                                          | 765–762 pr. n. št. |

Rudamona je v Tebah nasledil lokalni vladar
| Slika | Ime | Komentar             | Vladanje         |
| ----- | --- | -------------------- | ---------------- |
|       | Ini | Vladal samo v Tebah. | 762–? pr. n. št. |

### Libujci
Libujci niso priznani za dinastijo. Bili so skupina zahodnih nomadov iz Libije in so okupirali zahodno delto med leti 800 pr. n. št. in 727 pr. n. št.
| Slika | Ime           | Komentar | Vladanje           |
| ----- | ------------- | -------- | ------------------ |
|       | Inamunnifnebu |          | 800–790 pr. n. št. |
|       | ?             |          | 790–775 pr. n. št. |
|       | Niumateped    |          | 775–750 pr. n. št. |
|       | Titaru        |          | 758–750 pr. n. št. |
|       | Ker           |          | 750–745 pr. n. št. |
|       | Rudamon       |          | 745–740 pr. n. št. |
|       | Ankhor        |          | 740–731 pr. n. št. |
|       | Tefnaht       |          | 731–727 pr. n. št. |

### Štiriindvajseta dinastija
Štiriindvajseta dinastija je bila kratkoživa rivalska dinastija iz Saisa v zahodni Nilovi delti, ki je imela samo dva faraona. Vladala sta od leta 732 pr. n. št. do 720 pr. n. št.
| Slika | Ime        | Komentar | Vladanje           |
| ----- | ---------- | -------- | ------------------ |
|       | Tefnaht    | -        | 732–725 pr. n. št. |
|       | Bakenrenef | -        | 725–720 pr. n. št. |

### Petindvajseta dinastija
Leta 716 pr. n. št. so Spodnji Egipt osvojili Nubijci. V Egiptu je zavladal Pije, ki je pred tem že vladal v Tebah in Gornjem Egiptu. Pije je ustanovil Petindvajseto dinastijo, ki je vladala do leta 656 pr. n. št.
| Slika | Ime       | Komentar | Vladanje                                       |
| ----- | --------- | --- | ---------------------------------------------- |
|       | Pije      | Kralj Nubije, ki je v 20. letih osvojil Egipt. Vladal je najmanj 24 let, morda tudi več kor 30 let.                    | 744–714 pr. n. št. (po Frédéricu Payraudeauju) |
|       | Šabataka  | Do 2010. let je veljalo, da je bil Šabakov naslednik.                                                                  | 714–705 pr. n. št. (po Frédéricu Payraudeauju) |
|       | Šabaka    | Do 2010. let je veljalo, da je bil Šabatakov predhodnik.                                                               | 705–690 pr. n. št. (po Frédéricu Payraudeauju) |
|       | Taharka   | - | 690–664 pr. n. št.                             |
|       | Tantamani | Ko je Psametik I. okrepil svojo oblast v Tebah, je Tantamani Izgubil oblast v Gornjem Egiptu. Umrl leta 653 pr. n. št. | 664–653 pr. n. št.                             |

Nubijci so po izgonu iz Egipta v Nubiji ustanovili kraljestvo Napati (656-590 pr. n. št.) in kasneje Meroi (590 pr. n. št. – 4 stoletje n. št.)

## Pozno obdobje
Pozno obdobje je trajalo od leta 664 do 332 pr. n. št. V tem času so v Egiptu vladali Egipčani in Perzijci.

### Šestindvajseta dinastija
Šestindvajseta dinastija je vladala od okoli 664 do 535 pr. n. št. 
| Slika | Ime         | Komentar                                                                           | Vladanje           |
| ----- | ----------- | ---------------------------------------------------------------------------------- | ------------------ |
|       | Tefnaht II. | Manetonov Stefinates. Lahko bi bil potomec Štiriindvajsete dinastije. Oče Neka II. | 685–678 pr. n. št. |
|       | Nekauba     | Manetonov Nehepsos. Njegov obstoj je vprašljiv.                                    | 678–672 pr. n. št. |
|       | Neko I.     | Leta 664 ga je ubila Tantamanijeva kušitska vojska. Oče Psametika I.               | 672–664 pr. n. št. |

Psametik I., sin in naslednik Neke I., je uspel ponovno združiti Egipt in se običajno šteje za ustanovitelja Šestindvajsete dinastije.
| Slika | Ime              | Komentar | Vladanje           |
| ----- | ---------------- | --- | ------------------ |
|       | Psametik I.      | Ponovno združil Egipt. Sina Neka I. in oče Neka II. | 664–610 pr. n. št. |
|       | Neko II.         | Najverjetneje faraon, omenjen v več knjigah Stare zaveze. Sin Psametika I. in oče Psametika II. Po Herodotu (4.42) je njegova pomorska odprava v treh letih obplula Afriko od Rdečega morja do izliva Nila. | 610–595 pr. n. št. |
|       | Psametik II.     | Sin Neka II. in oče Vahibreja (Apriesa). | 595–589 pr. n. št. |
|       | Vahibre (Apries) | Pobegnil iz Egipta, ko se je general Amasis po državljanski vojno razglasil za faraona Ahmosa II. Sin Psametika II.                                                                                         | 589–570 pr. n. št. |
|       | Ahmoz II.        | Zadnji velik vladar Egipta pred perzijsko okupacijo. Po grškem zgodovinarju Herodotu je bil preprostega porekla. Oče Psametika III.                                                                         | 570–526 pr. n. št. |
|       | Psametik III.    | Sin Ahmosa II. Vladal približno šest mesecev in bil poražen v bitki s Perzijci pri Peluziju leta 525 pr. n. št. Po poskusu upora je bil usmrčen.                                                            | 526–525 pr. n. št. |

### Sedemindvajseta dinastija (prvo perzijsko obdobje)
Egipt so leta 525 pr. n. št. zavzeli Perzijci in ustanovili satrapijo, ki je bila del Ahemenidskega cesarstva do leta 404 pr. n. št.. Perzijski šahi so se v tem obdobju razglašali tudi za egipčanske faraone in vladali kot sedemindvajseta dinastija.
| Slika | Ime                     | Komentar | Vladanje                      |
| ----- | ----------------------- | --- | ----------------------------- |
|       | Kambiz II.              | V bitki pri Peleziju leta 525 pr. n. št. je porazil Psametika III.                                                                             | 525–521 pr. n. št.            |
|       | Smerdis (Bardija)       | Sin Kira Velikega. | 522–521 pr. n. št.            |
|       | Petubastis III.         | V dinastijo je uvrščen samo zaradi kronologije, ker ni bil v sorodu z Ahemenidi; upor Egipčanov v Nilovi delti.                                | 522/21–520 pr. n. št.         |
|       | Darej I. Veliki         | - | 521–486 pr. n. št.            |
|       | Kserks I. Veliki        | - | 486–465 pr. n. št.            |
|       | Psametik IV.            | V dinastijo je uvrščen samo zaradi kronologije, ker ni bil v sorodu z Ahemenidi. Domnevno voditelj egipčanskega upora. Natančen datum ni znan. | Morda v 480. letih pr. n. št. |
|       | Artaban Hirkanijec      | - | 465–464 pr. n. št.            |
|       | Artakserks I. Dolgoroki | - | 464–424 pr. n. št.            |
|       | Kserks II.              | Zahtevnik. | 424–423 pr. n. št.            |
|       | Sogdijan                | Zahtevnik. | 424–423 pr. n. št.            |
|       | Darej II. Noh           | - | 424–404 pr. n. št.            |

### Osemindvajseta dinastija
Osemindvajseta dinastija je vladala samo 6 let, od 404 pr. n. št. to 398 pr. n. št. in imela samo enega faraona:
| Slika | Ime     | Komentar                                                                                      | Vladanje           |
| ----- | ------- | --------------------------------------------------------------------------------------------- | ------------------ |
|       | Amirtej | Potomec saitskih faraonov iz Šestindvajsete dinastije, vodil je uspešen upor proti Perzijcem. | 404–398 pr. n. št. |

### Devetindvajseta dinastija
Devetindvajseta dinastija je vladala od leta 398 pr. n. št. do 380 pr. n. št..
| Slika | Ime            | Komentar | Vladanje                       |
| ----- | -------------- | --- | ------------------------------ |
|       | Neferit I.     | Znan tudi kot Baenre Nefaarud I. Uzurpator in ustanovitelj dinastije. V odprti bitki je porazil Amirteja in ga usmrtil. | 399–393 pr. n. št.             |
|       | Hakor          | Znan tudi kot Ahoris in Akoris. Sin Neferita I.                                                                         | okoli 392–okoli 391 pr. n. št. |
|       | Psamut         | Uzurpator, ki je morda za leto dni odstavil Hakorja.                                                                    | okoli 391 pr. n. št.           |
|       | Hakor (drugič) | Strmoglavil Psamuta in ponovno zasedel prestol.                                                                         | okoli 390–okoli 379 pr. n. št. |
|       | Neferit II.    | Hakorjev sin. Po samo štirih mesecih vladanja ga je odstavil in verjetno ubil Nektaneb I.                               | okoli 379 pr. n. št.           |

### Trideseta dinastija
Trideseta dinastija je vladala od leta 380 pr. n. št. do 343 pr. n. št. ko so Egipt spet zavzeli Perzijci.
| Slika | Ime          | Komentar | Vladanje                       |
| ----- | ------------ | --- | ------------------------------ |
|       | Nektaneb I.  | Znan tudi kot Nehtnebef. Odstavil in verjetno usmrtil je Neferita II. in ustanovil zadnjo domorodno egipčansko dinastijo. Teosov oče.   | okoli 379–okoli 361 pr. n. št. |
|       | Teos         | Od okoli 365 pr. n. št. sovladar svojega očeta Nektaneba I. Nektaneb II. ga je s pomočjo špartanskega kralja Agezilaja II. strmoglavil. | okoli 361–okoli 359 pr. n. št. |
|       | Nektaneb II. | Zadnji domorodni egipčanski faraon. | okoli 359–okoli 342 pr. n. št. |

### Enaintrideseta dinastija (drugo perzijsko obdobje)
Egipt je ponovno prišel pod oblast Perzijcev. Po Manetonu so perzijski vladarji vladali od leta 343 do 332 pr. n. št. Vladarje so pogosto šteje za  Enaintrideseto egipčansko dinastijo. 
| Slika | Ime             | Komentar                                                     | Vladanje           |
| ----- | --------------- | ------------------------------------------------------------ | ------------------ |
|       | Artakserks III. | Egipt pride drugič pod perzijsko oblast.                     | 343–338 pr. n. št. |
|       | Artakserks IV.  | Vladal samo v Spodnjem Egiptu.                               | 338–336 pr. n. št. |
|       | Habaš           | Puntarski faraon, ki je vodil pohod v Nubijo.                | 338–335 pr. n. št. |
|       | Darej III.      | Leta 335 pr. n. št. vrnil Gornji Egipt pod perzijsko oblast. | 336–332 pr. n. št. |

### Helenistično obdobje

#### Argejska dinastija
Po zmagi Aleksandra Makedonskega nad Perzijci se je v Egiptu začelo helenistično obdobje, v katerem je od leta 332-309 pr. n. št. vladala Argejska dinastija.
| Slika | Ime                    | Komentar                             | Vladanje           |
| ----- | ---------------------- | ------------------------------------ | ------------------ |
|       | Aleksander III. Veliki | Makedonci osvojijo Perzijo in Egipt. | 332–323 pr. n. št. |
|       | Filip III. Arhidej     | Slaboumni brat Aleksandra Velikega.  | 323–317 pr. n. št. |
|       | Aleksander IV.         | Sin Aleksandra III. in Roksane.      | 317–309 pr. n. št. |

### Ptolemajska dinastija
Druga helenistična dinastija, Ptolemajska, je vladala v Egiptu od 305 pr. n. št. do 30 pr. n. št., ko je Egipt postal rimska provinca. Če se v preglednici datumi prekrivajo, pomeni, da še šlo za sovladarstvo. Najslavnejši vladar v dinastiji je bila Kleopatra VII., znana kot Kleopatra, ki je bila soproga Julija Cezarja, po njegovi smrti pa soproga Marka Antonija. S prvim je imela sina, z drugim pa dva sinova in hčerko. Prizadevala se je ustvariti dinastično in politično zvezo z Rimom, vendar sta ji načrte prekrižala Cezarjeva smrt in Mark Antonijev vojaški poraz. Cezarjev sin Cezarion (Ptolemaj XV. Filopator Filometor Cezar) je kot zadnji vladar iz Ptolemajske dinastije skupaj z materjo vladal od 2. septembra 46 pr. n. št. Bil je morda edini Cezarjev sin, po katerem je dobil ime. Od domevne Kleopatrine smrti 12. avgusta 30 pr. n. št. do njegove domnevne smrti 23. avgusta 30 pr. n. št. je bil uradno samostojen vladar. Izročilo pravi, da so ga lovili in ubili na Oktavijanov ukaz, vendar za to ni nobenega trdnega dokaza. 
Številčenje Ptolemajcev so sodobna iznajdba. Grki so jih razlikovali po pridevkih, na primer Filopator, ali po vzdevkih, na primer Everget. Številke v preglednici so dogovorjene, čeprav je bilo v 19. stoletju nekaj nesoglasij glede tega, katere od kasnejših Ptolemajcev se lahko šteje za vladarje. Ker so številke v različnih virih včasih različne, so najbolj zanesljiv način njihovega razlikovanja prav pridevki ali vzdevki.
| Slika | Ime                          | Komentar | Vladanje                      |
| ----- | ---------------------------- | --- | ----------------------------- |
|       | Ptolemaj I. Soter            | Abdiciral leta 285 pr. n. št., umrl leta 283 pr. n. št.                                                                                        | 305–285 pr. n. št.            |
|       | Berenika I.                  | Žena Ptolemaja I. | ?–285 pr. n. št.              |
|       | Ptolemaj II. Filadelf        | - | 288–246 pr. n. št.            |
|       | Arsinoja I.                  | Žena Ptolemaja II. | 284/281– okoli 274 pr. n. št. |
|       | Arsinoja II.                 | Žena Ptolemaja II. | 277-270 pr. n. št.            |
|       | Ptolemaj III. Everget        | - | 246–222 pr. n. št.            |
|       | Berenika II.                 | Žena Ptolemaja III. Umorjena. | 244/243–222 pr. n. št.        |
|       | Ptolemaj IV. Filopator       | - | 222–204 pr. n. št.            |
|       | Arsinoja III.                | Žena Ptolemaja IV. Umorjena. | 220–204 pr. n. št.            |
|       | Horunefer                    | Revolucionaren faraon na jugu. | 205–199 pr. n. št.            |
|       | Ankmakis                     | Revolucionaren faraon na jugu. | 199–185 pr. n. št.            |
|       | Ptolemaj V. Epifan           | Gornji Egipt v vstaji 207–186 pr. n. št. | 204–180 207–186 pr. n. št.    |
|       | Kleopatra I. Sirijka         | Žena Ptolemaja V., sovladarka Ptolemaja VI. med njegovo mladoletnostjo.                                                                        | 193–176, 207–186 pr. n. št.   |
|       | Ptolemaj VI. Filometor       | Umrl 145 pr. n. št. | 180–164 pr. n. št.            |
|       | Kleopatra II.                | Žena Ptolemaja VI. | 175–164 pr. n. št.            |
|       | Ptolemaj VIII. Everget       | Za faraona so ga razglasili Aleksandrijci leta 170 pr. n. št. Od 169 do 164 pr. n. št. vladal skupaj s Ptolemajem VI. Umrl leta 116 pr. n. št. | 171–163 pr. n. št.            |
|       | Ptolemaj VI. Filometor       | V Egiptu je v letih 164-163 pr. n. št. vladal Ptolemaj VIII. Ptolemaj VI. je ponovno prišel na oblast leta 163 pr. n. št.                      | 163–145 pr. n. št.            |
|       | Kleopatra II.                | Žena Ptolemaja VIII. Leta 131 pr. n. št. je vodila upor proti njemu in postala samostojna vladarka.                                            | 163–127 pr. n. št.            |
|       | Ptolemaj VII. Neos Filopator | Njegovo vladanje je sporno. Morda sploh ni vladal, ampak je vladarski naslov dobil po smrti.                                                   | 145–144 pr. n. št.            |
|       | Ptolemaj VIII. Everget       | Ponovno ustoličen. | 145–131 pr. n. št.            |
|       | Kleopatra III.               | Druga žena Ptolemaja VIII. Umoril jo je sin Ptolemaj X.                                                                                        | 142–131 pr. n. št.            |
|       | Ptolemaj Memfit              | Za faraona ga je razglasila Kleopatra; kmalu zatem ga je ubil Ptolemaj VIII.                                                                   | 131 pr. n. št.                |
|       | Harsiesi                     | Revolucionarni faraon na jugu. | 131–130 pr. n. št.            |
|       | Ptolemaj VIII. Everget       | Ponovno ustoličen. | 127–116 pr. n. št.            |
|       | Kleopatra III.               | Ustoličena s Ptolemajem VIII, sovladarka Ptolemaja IX. in Ptolemaja X.                                                                         | 127–107 pr. n. št.            |
|       | Kleopatra II.                | Po spravi s Ptolemajem VIII. sovladarka Kleopatre II. in Ptolemaja do leta 116 pr. n. št.                                                      | 124–116 pr. n. št.            |
|       | Ptolemaj IX. Soter           | Umrl 80 pr. n. št. | 116–110 pr. n. št.            |
|       | Kleopatra IV.                | Umorjena. Nekaj časa poročena s Ptolemajem IX., nato jo je izpodrinila Kleopatra III.                                                          | 116–115 pr. n. št.            |
|       | Ptolemaj X. Aleksander       | Umrl leta 88 pr. n. št. | 110–109 pr. n. št.            |
|       | Berenika III.                | Prisiljena na poroko s Ptolemajem XI.; umorjena na njegov ukaz 19 dni kasneje.                                                                 | 81–80 pr. n. št.              |
|       | Ptolemaj XI. Aleksander      | Mlajši sin Ptolemaja X. Aleksandra. Na presto ga je postavil Sula; vladal 80 dni in bil nato linčan zaradi umora Berenike III.                 | 80 pr. n. št.                 |
|       | Ptolemaj XII. Neo Dioniz     | Sin Ptolemaja IX., umrl leta 51 pr. n. št. | 80–58 pr. n. št.              |
|       | Kleopatra V. Trifena         | Žena Ptolemaja XII., mati Berenike IV. | 79–68 pr. n. št.              |
|       | Kleopatra VI.                | Hčerka Ptolemaja XII. | 58–57 pr. n. št.              |
|       | Berenika IV.                 | Hčerka Ptolemaja XII.; prisiljena v poroko s Selevkom Kibiosaktom, vendar ga je zadavila. Do leta 57 pr. n. št. sovladarka s Kleopatro VI.     | 58–55 pr. n. št.              |
|       | Ptolemaj XII. Neo Dioniz     | Ponovno ustoličen. Do smrti sovladar s hčerko Kleopatro VII.                                                                                   | 55–51 pr. n. št.              |
|       | Kleopatra VII.               | Vladala skupaj z očetom Ptolemajem XII., bratom Ptolemajem XIII., bratom-možem Ptolemajem XIV. in sinom Ptolemajem XV. Znana kot Kleopatra.    | 51–30 pr. n. št.              |
|       | Ptolemaj XIII.               | Brat Kleopatre VII. | 51–47 pr. n. št.              |
|       | Arsinoja IV.                 | Nasprotnica Kleopatre VII. | 48–47 pr. n. št.              |
|       | Ptolemaj XIV.                | Mlajši brat Kleopatre in Ptolemaja XIII. | 47–44 pr. n. št.              |
|       | Ptolemaj XV.                 | Mladoletni sin Kleopatre VII. Za sovladarja je bil razglašen pri treh letih. Zadnji znani vladar pred rimsko zasedbo Egipta.                   | 44–30 pr. n. št.              |

## Rim
Kleopatra VII. je imela ljubezenske afere z rimskim diktatorjem Julijem Cezarjem in rimskim generalom Markom Antonijem. Po Mark Antonijevem porazu s kasnejšim cesarjem Gajem Avgustom Oktavijanom in Kleopatrinem samomoru, je Egipt leta 30 pr. n. št. postal rimska provinca v cesarjevi domeni. Kasnejši rimski egipčanski vladarji so se naslavljali s faraoni, vendar samo takrat, ko so bili v Egiptu. Na enem od egipčanskih seznamov faraonov so rimski cesarji do vključno Decija (vladal 249–251 n. št.).